# Alexandre Ier (pape)
Pour les articles homonymes, voir Alexandre Ier.
Alexandre Ier est le sixième évêque de Rome, de 105 à 115, et le cinquième successeur de saint Pierre selon la tradition catholique. 
Il est considéré comme saint par les Églises catholique et orthodoxes. Il est fêté le 3 mai, ou le 16 mars dans certaines Églises d'Orient.

## Histoire et tradition
De ce personnage on ne connaît que ses origines, sans doute romaines de la région de Caput tauri, et encore cela est incertain. Il aurait institué l'eau bénite. Cette contribution à l'histoire de la papauté, comme son martyre, n'est pas historiquement certaine. Une partie de ses restes se trouverait dans l'église Sainte-Sabine, sur le mont Aventin, l'autre dans un monument funéraire de la ville de Lucques.
Saint Irénée de Lyon, qui a écrit dans le  dernier quart du IIe siècle, fait de lui le cinquième pape dans la succession apostolique, mais il ne dit rien de son martyre. Son pontificat est placé à des dates diverses daté selon les critiques, par exemple 106–115 (Duchesne) ou 109–116 (Lightfoot). Dans l'antiquité chrétienne, on le créditait d'un pontificat d'une dizaine d'années (Eusèbe, Hist. Eccl. IV, I) et il n'y a aucune raison de douter qu'il figurait sur le « catalogue des évêques » rédigé à Rome par Hégésippe (Eusèbe, IV, XXII, 3), avant la mort du pape Éleuthère (c. 189). 
Selon une tradition existant dans l'Église romaine à la fin du Ve siècle, et consignée dans le Liber Pontificalis, il a subi le martyre par décapitation sur la Via Nomentana, à Rome, le 3 mai. La même tradition fait de lui un Romain de naissance qui a dirigé l'Église sous le règne de l'empereur romain Trajan (98–117). De même, elle lui attribue, mais de façon peu précise, l'insertion dans le canon du Qui Pridie, ou des paroles commémoratives de l'institution de l'Eucharistie, qui sont certainement primitives et originales dans la Messe. Enchaîné, il aurait guéri Balbine, fille de son geôlier Quirinus, qui se convertit et mourut également martyr.
Il aurait aussi introduit l'usage de l'eau bénite mélangée à du sel pour purifier les maisons chrétiennes des mauvaises influences (constituit cum aquam sparsionis vente benedici dans habitaculis hominum). Duchesne (Lib. Pont., I, 127) attire l'attention sur la persistance de cette coutume romaine primitive au moyen d'une bénédiction dans le sacramentaire gélasien qui rappelle avec force la prière Asperges au début de la messe.

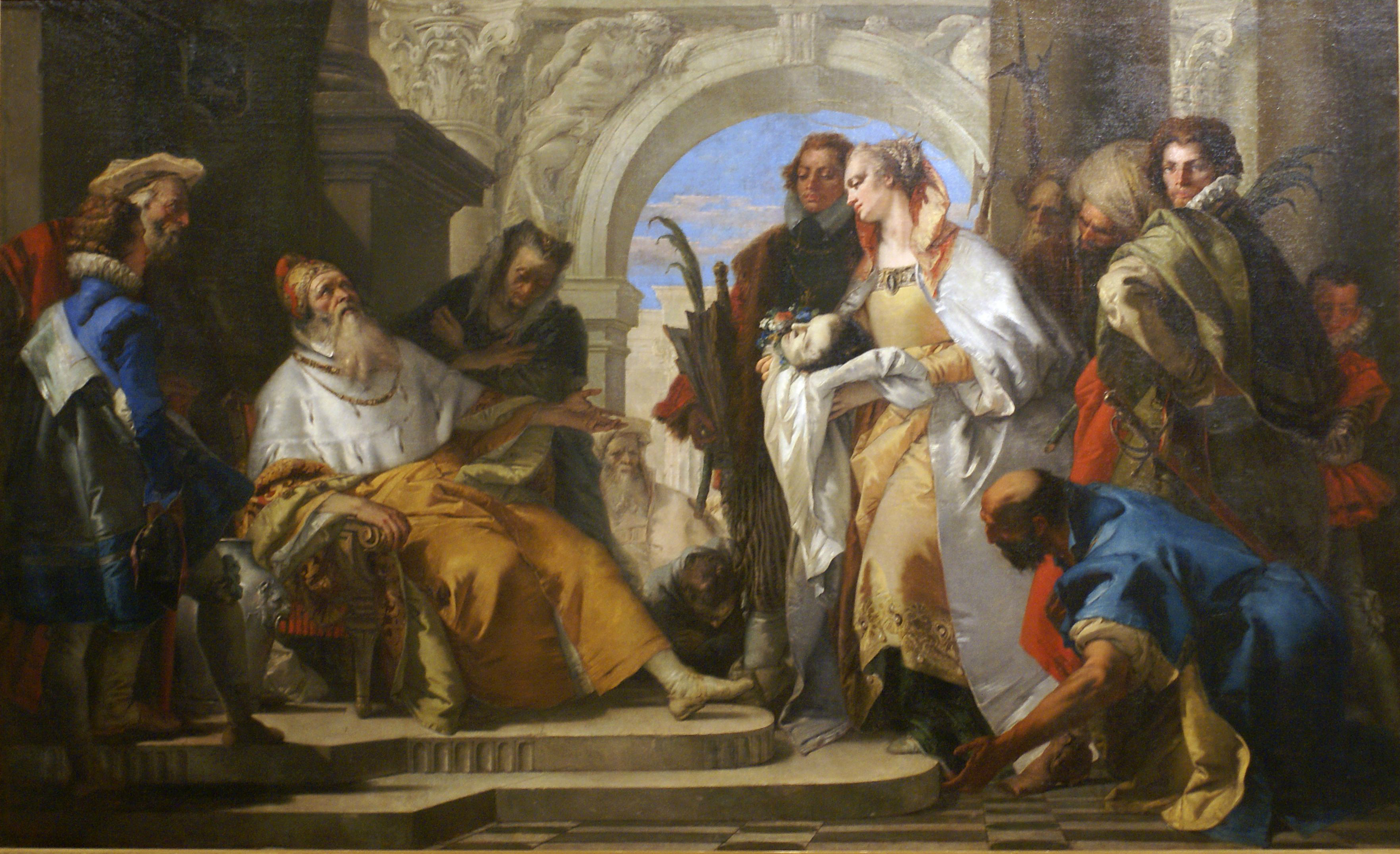
Les Saints patrons de la famille Crotta
Giambattista Tiepolo, 1750,
Musée Städel, Francfort-sur-le-Main

Une légende le concernant est relatée par Giambattista Tiepolo dans un tableau réalisé pour la famille vénitienne Crotta originaire de Bergame. Lorsque la fille du souverain, Grata, amène à son père païen la tête coupée du martyr saint Alexandre, dont des fleurs odorantes ont germé, il se convertit au christianisme. 
En 1855, un cimetière semi-souterrain des saints martyrs Alexandre, Eventulus et Theodule a été découvert près de Rome, à l'endroit où la tradition mentionnée plus haut déclare que ce Pape a été martyrisé. Selon certains archéologues, cet Alexandre est le même que le Pape, et cette tombe ancienne et importante marque l'emplacement même du martyre du pape. Duchesne, toutefois, ({{op. cit.}}, I, XCI-II) conteste l'identité du martyr et du pape, tout en admettant que la confusion de ces deux personnages est de date ancienne, probablement antérieure au début du VIe siècle, quand le Liber Pontificalis a été compilé pour la première fois (Dufourcq, Gesta Martyrum Romains, Paris, 1900, 210-211). 
Les difficultés soulevées au XIXe siècle par Richard Lipsius (en) (Chronologie der römischen Bischofe, Kiel, 1869) et Adolf von Harnack (Die Zeit des Ignace u. die Chronologie der antiochenischen Bischofe, 1878), concernant les premiers successeurs de saint Pierre sont discutées et réfutées pertinemment par le cardinal Francesco Segna dans son De successione priorum Romanorum Pontificum (Rome, 1897), avec modération et érudition par l'évêque Lightfoot, dans ses Apostolic Fathers: St. Clement (Londres, 1890) I, 201-345 – et notamment par Duchesne dans l'introduction à son édition du Liber Pontificalis, Paris, 1886, I, I-XLVIII et LXVIII-LXXIII. 
On peut lire les lettres attribuées à Alexandre Ier par le Pseudo-Isidore dans PG, V, 1057 sq, et Hinschius, Decretales Pseudo-Isidorianae, Leipzig, 1863, 94-105. Ses restes auraient été transférés à Freising en Bavière en 834 (Dummler, Poetae Latini Aevi Carolini, Berlin, 1884, II, 120). Les Actes qu'on lui a prêtés ne sont pas authentiques, et ont été compilées à une date beaucoup plus tardive (Tillemont, Mem, II, 590 sq; Dufourcq, op. cit., 210-211).